# نونو مارکیوس
 نونو مارکیوس (انگلیسی: Nuno Marques؛ زادهٔ ۹ آوریل ۱۹۷۰) یک تنیس‌باز اهل پرتغال است. 